# Ascogaster mayae
Ascogaster mayae är en stekelart som beskrevs av Walker och Trevor Huddleston 1987. Ascogaster mayae ingår i släktet Ascogaster och familjen bracksteklar. Inga underarter finns listade.